# Knudshoved (Nyborg)
Knudshoved är en udde på ön Fyn i Danmark.   Den ligger i Nyborgs kommun i Region Syddanmark, 120 km väster om Köpenhamn. Knudshoved ligger på halvön Østerø. Närmaste större samhälle är Nyborg, 4 km nordväst om Knudshoved. Åren 1957-1998 fanns ett färjeläge vid Knudshoved för färjan mellan Fyn och Halsskov på Själland. Färjan var en del av huvudförbindelsen mellan Jylland och Fyn å ena sidan och Själland å andra sidan. 1998 ersattes färjetrafiken med Stora Bältbron.